# Morphna moloch
Morphna moloch är en kackerlacksart som först beskrevs av Rehn, J. A. G. 1904.  Morphna moloch ingår i släktet Morphna och familjen jättekackerlackor.
Artens utbredningsområde är Thailand. Inga underarter finns listade i Catalogue of Life.